# Stenodyneroides indotatus
Stenodyneroides indotatus är en stekelart som först beskrevs av Giordani Soika 1934.  Stenodyneroides indotatus ingår i släktet Stenodyneroides och familjen Eumenidae. Inga underarter finns listade i Catalogue of Life.